# Sonnennektarvogel
Der Sonnennektarvogel (Cinnyris solaris, Syn.: Nectarinia solaris) ist ein südostasiatischer Vertreter der Familie der Nektarvögel.

## Merkmale

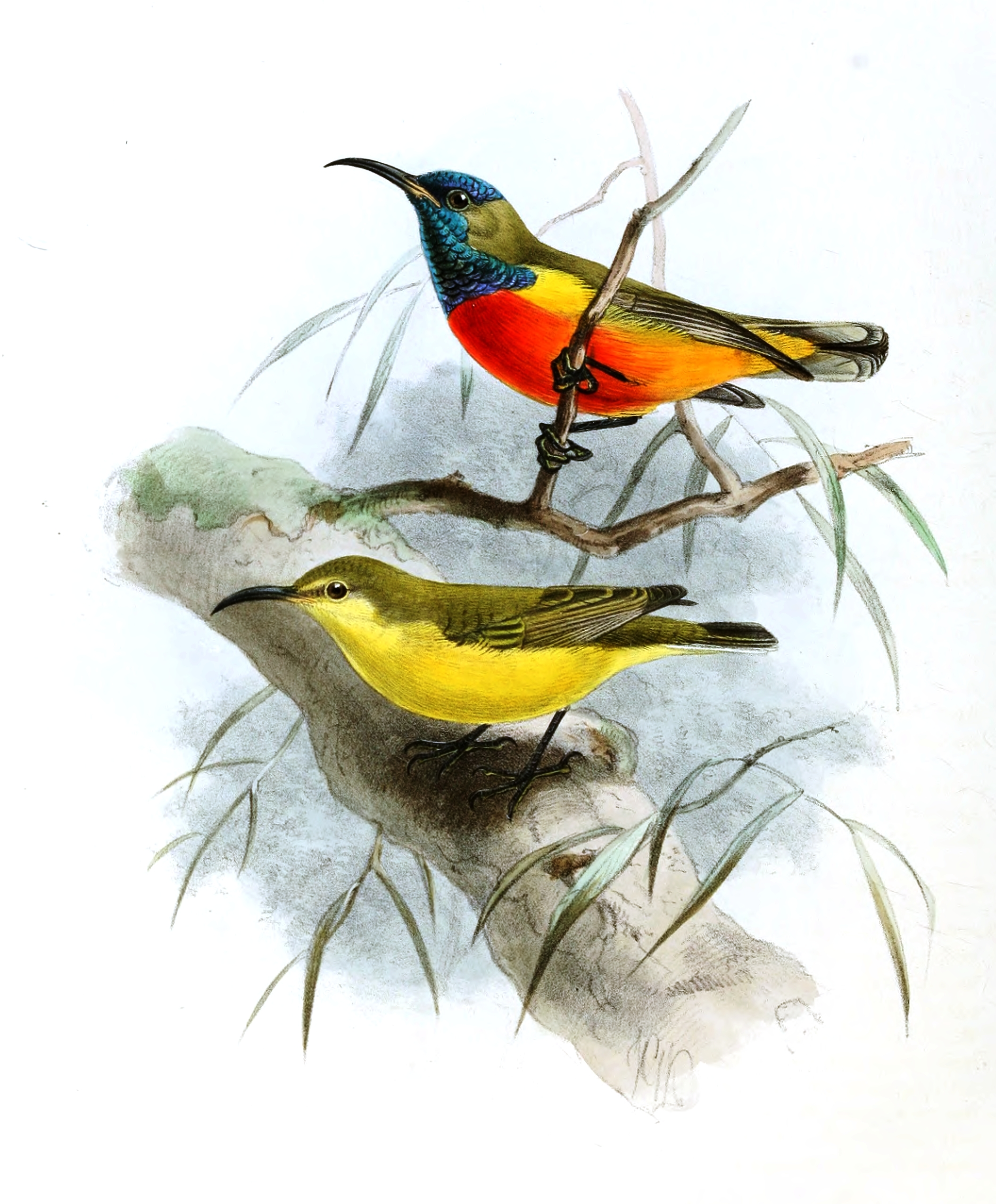
Sonnennektarvogel, Illustration

Auffällig ist die leuchtend orange Brust, weswegen er im Englischen Flame-breasted Sunbird genannt wird. Rücken, Flügel und Kopf sind von olivgrüner Farbe. Gesicht und Hals sind von blauglänzenden Federn bedeckt.
Als Unterarten unterscheidet man C. s.  exquisita (auf der Insel Wetar) und C. s. solaris (auf den Inseln von Sumbawa bis Timor). Die Zuordnung der Population auf Atauro (zwischen Wetar und Timor) ist noch nicht erfolgt.

## Vorkommen und Lebensraum
Der Sonnennektarvogel lebt auf den meisten der Kleinen Sundainseln von Sumbawa im Westen bis Timor im Osten. Hier findet er sich in tropischen Trockenwäldern und Buschland bis zu einer Meereshöhe von etwa 1000 m. Er fehlt aber auf den südlich gelegenen Inseln Sumba und Sawu. Die Population gilt als stabil.